# Осово (Полтавская область)
Осово́е (укр. Осове) — село,
Слободский сельский совет,
Миргородский район,
Полтавская область,
Украина.
Код КОАТУУ — 5323287504. Население по переписи 2001 года составляло 76 человек.
Село указано на трехверстовке Полтавской области. Военно-топографическая карта.1869 года как хутор без названия

## Географическое положение
Село Осовое находится на левом берегу реки Сага,
ниже по течению на расстоянии в 0,5 км расположено село Емцы,
на противоположном берегу — село Носенки.
По селу протекает пересыхающий ручей с запрудой.